# 위그 뒤보스크
위그 뒤보스크(프랑스어: Hugues Duboscq, 1981년 8월 29일 ~ )는 프랑스의 수영 선수이다. 2004년 아테네 올림픽2008년 베이징 올림픽에서 각각 동메달을 수상했다.